# Дикран гірський
Дикран гірський (Dicranum montanum) — вид мохів порядку дикранальних (Dicranales).

## Поширення
Батьківщиною є Європа, Макаронезія, Північна Америка, Азія.
Населяє гнилі пні та колоди, основи дерев (зазвичай листяних порід), іноді ґрунт або перегній над скелями, особливо валунами та виступами скель, у сухих до середньовологих лісах, рідко болотах.

## Характеристика
Рослини в щільних пучках, зазвичай зі слабкими, скупченими гілками біля верхівок стебла з дрібними, лінійними, прямовисними, ребристими листками, сильно хрусткими, коли висихають, від жовтувато-зеленого до темно-зеленого, тьмяні. Стебла 0.5–3(5) см, щільно запушені білими чи червонувато-коричневими ризоїдами. Листки прямовисно-розпростерті, у висиханні гофровані або сильно хрусткі, гладкі, (1)2–3(4) × 0.2–0.5 мм, увігнуті знизу, підтрубчасті чи кілюваті зверху, ланцетні біля основи, загострені зверху до гострої вершини, шорсткі зверху на абаксіальній поверхні; краї нерівномірно пилчасті до зубчастих у дистальній половині листків. Вид дводомний; чоловічі рослини такі ж великі, як і жіночі. Коробочкові ніжки 0.5–1.5 см, поодинокі, рідко по 2 на перихетій, жовтувато-червонувато-коричневі. Коробочка 1.2–2 мм, пряма чи злегка нахилена, гладка, смугаста, коли висихає, світло-жовтувато-коричнева. Спори 12–24 мкм. Коробочки дозрівають навесні.